# Schnalstaler Gletscherbahn

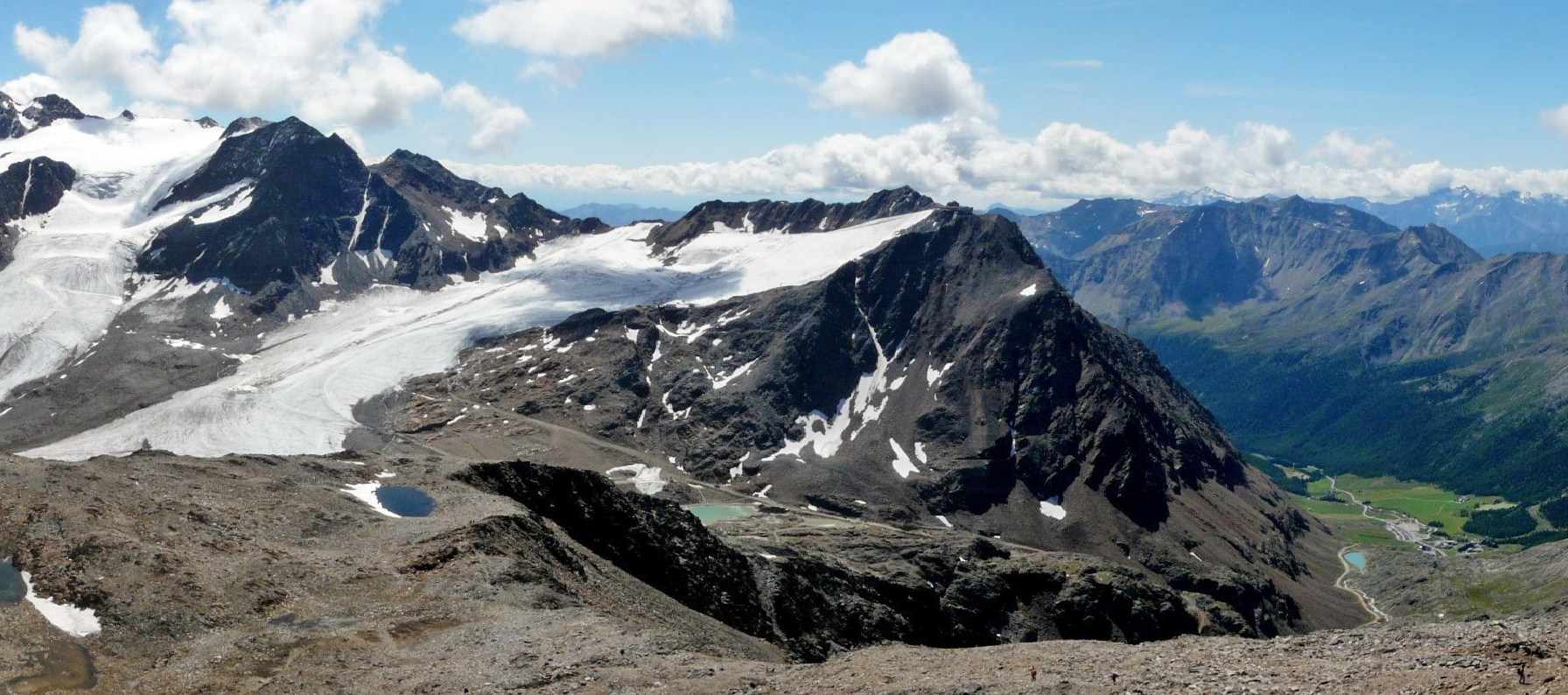
Schnalstaler Gletscherbahn auf die Grawand, Hochjochferner, rechts im Tal Kurzras

Die Schnalstaler Gletscherbahn ist die höchste Seilbahn in Südtirol. Die Seilbahn erschließt den Hochjochferner in den Ötztaler Alpen und führt von Kurzras (2011 m s.l.m.) hinauf zur Bergstation (3212 m s.l.m.) knapp unter der Grawand.
1.201 Meter Höhenunterschied werden in sechs Minuten Fahrzeit bewältigt. Hersteller war Hölzl Seilbahnbau.

## Geschichte
Der Skigebiet-Pionier Leo Gurschler hatte Anfang der 1970er den Plan, eine Seilbahn auf den Gletscher zu bauen. Zwischen Mai und Juni 1972 wurden die Vermessungsarbeiten an der Grawand durchgeführt, und im Juni gab eine Kommission aus Fachleuten aus Süd- und Nordtirol ein positives Gutachten ab. Im Juli wurde die Gletscherbahn AG Schnalstal gegründet. Um die Bauarbeiten der künftigen Bergstation durchzuführen, musste ein Schaufelbagger auf die Grawand gebracht werden. Dies geschah nicht mit einem Hubschrauber, wie heutzutage bei solchen Bauvorhaben üblich, sondern Leo Gurschler fuhr im August 1972 mit dem vom Bauunternehmen gestellten Bagger über eine Lifttrasse den Berg hinauf. Im Frühjahr 1973 wurde eine Materialseilbahn gebaut, mit deren Hilfe ab 1974 die Personenseilbahn errichtet wurde. Am 12. Juli 1975 konnte die Seilbahn eröffnet werden.
Die Gletscherbahn hat wesentlich zur wirtschaftlichen Entwicklung des Schnalstales beigetragen. Heute ist das Schnalstal ein touristisches Reiseziel, wobei Kultur und Natur weitgehend erhalten geblieben sind. Bekannt auch durch den Fund der Mumie vom Tisenjoch, gibt es an der Bergstation der Seilbahn eine Ötzi-Showgalerie. Die Seilbahn ist auch heute noch das Herzstück des Skigebiets im Schnalstal. Der Sommerskilauf am Gletscher hatte während der 1970er und 1980er Jahre seine Blüte erreicht, war in den letzten Jahren durch den Gletscherschwund und die Konkurrenz anderer Freizeitangebote stark rückläufig geworden und fand im Jahre 2012 letztmals statt. 2014 erwarb der Athesia-Konzern im Verbund mit der Innsbrucker Unternehmerfamilie Schröcksnadel die Aktienmehrheit an der Gletscherbahn. In der Folge wurde der Sommerbetrieb für Wanderer wieder aufgenommen. 2018 übernahm die Athesia die Anteile der Familie Schröcksnadel.
Im Zuge eines Neubaus wurde die Gletscherbahn im April 2023 gesperrt und abgebaut. Im Dezember 2023 wurde die neue Pendelbahn in Betrieb genommen. In weniger als sechs Minuten überwindet die Gondel, in der bis zu 80 Personen Platz haben, bei bis zu 100 Prozent Steigung einen Höhenunterschied von 1180 Metern von Schnals zur Bergstation auf 3212 Metern Höhe. Das Projekt hat das weltweit tätige Seilbahn-Unternehmen Doppelmayr umgesetzt. Die nächsten Investitionen sind bereits in der Planung. So sollen bis zum Start der Wintersaison 2024/25 eine Tiefgarage an der Talstation sowie diverse Servicebauten entstehen.

## Technische Daten
- Fassungsvermögen der Seilbahngondeln: je 80 Personen auf 2 Ebenen (obere Ebene ohne Dach)
- Antriebsleistung: ca. 500 kW
- Höhe der Stütze: 54 Meter
- Tragsystem: Doppelseilsystem
- Tragseillänge: 2.156 Meter
- Tragseildurchmesser: 54 mm
- Tragseilgewicht: 16 kg pro Meter
- Zugseil Festigkeit: ca. 100 t
- Maximale Gesamtlast (Brutto): ca. 12 t
- Anzahl Rollen pro Laufwerk: 24[4]